# Јагодник
Јагодник (словен. Jagodnik) је насељено место у општини Мокроног–Требелно, регија Југоисточна Словенија, Словенија.

## Историја
До територијалне реорганизације у Словенији био је у саставу старе општине Требње. Као самостално насеље, Јагодник постоји од 2000. године. Настала је издвајањем дела из насеља Подтурн.

## Становништво
У попису становништва из 2011. године, Јагодник је имао 38 становника.
| Број становника према пописима | Број становника према пописима |
| ------------------------------ | ------------------------------ |
| 2002                           | 2011                           |
| 29                             | 38                             |

Напомена: Године 2000. настала издвајањем дела из насеља Подтурн.